# Ovidius

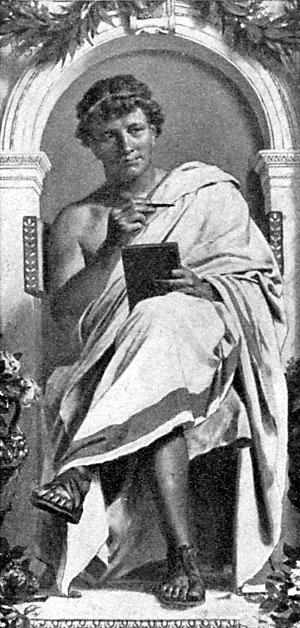
Ovidius

Publius Ovidius Naso, född 43 f.Kr. i Sulmo, död 17 eller 18 e.Kr. i Tomis, var en romersk skald. Han skrev om kärlek, romerska festivaler och övergivna kvinnor, men är mest känd för Metamorfoser, ett diktverk om ett antal mytologiska förvandlingar, samt Kärlekskonsten (Ars amatoria).
Han är känd som en mästerlig användare av versmåttet elegisk distikon, och hade stor påverkan på senare konstnärer, från sin egen tid till renässansen. Hans dikter inspirerade både diktare och andra konstnärer. Bland annat de italienska diktarna Petrarca, Boccaccio och Dante, Chaucer och Shakespeare i England, och senare Cervantes och Holberg inspirerades av Ovidius.

## Biografi
Ovidius föddes år 43 f.Kr. i Sulmo (nuv. Sulmona, i provinsen L'Aquila, Abruzzo, Italien) i pelignernas hemområde i dalgången Valle Peligna. Han tillhörde en förmögen släkt och erhöll som ung utbildning i retorik i Rom, men tillägnade sig i övrigt aldrig några djupare kunskaper. Hans egentliga anlag och håg låg redan tidigt för diktkonsten: "allt jag sade blev till vers", berättar han själv.
Efter en resa till Aten, Mindre Asien och Sicilien beträdde han enligt faderns önskan den juridiska ämbetsmannabanan, men övergav snart statstjänsten för att helt ägna sig åt diktning, allt under det att han som firad sällskapsmänniska och förtrogen vän till bl.a. skalderna Macer och Propertius med liv och lust deltog i det mondäna nöjeslivet i världsstaden Rom. Han kom att gifta sig tre gånger, varav hans båda första äktenskap slutade med skilsmässa. Det tredje äktenskapet ingick han med Fabia, en väninna till kejsar Augustus gemål Livia, och detta synes ha varit grundat på varaktig kärlek.
År 8 e.Kr. blev Ovidius av kejsar Augustus landsförvisad till staden Tomis (nuv. Constanța i s.ö. Rumänien) vid Svarta havet, i provinsen Mesien. Orsakerna till denna så kallade relegatio (en mildare form av förvisning, där den förvisade fick behålla sin medborgarrätt och egendom) verkar ha varit dels Ovidius erotiska diktning, som kom till uttryck i hans tidigare utkomna Ars amatoria (Kärlekskonsten), vilken framstod som ett hot mot Augustus försök att blåsa nytt liv i den gamla romarandan och få romarna att leva sedligare. Ovidius talar själv om sin carmen et error, "dikt och förseelse". Dels verkar landsförvisningen ha berott på att Ovidius på ett eller annat sätt blivit inblandad i den kärleksskandal vid hovet som föranledde Augustus att förvisa sin egen dotterdotter Julia d.y.

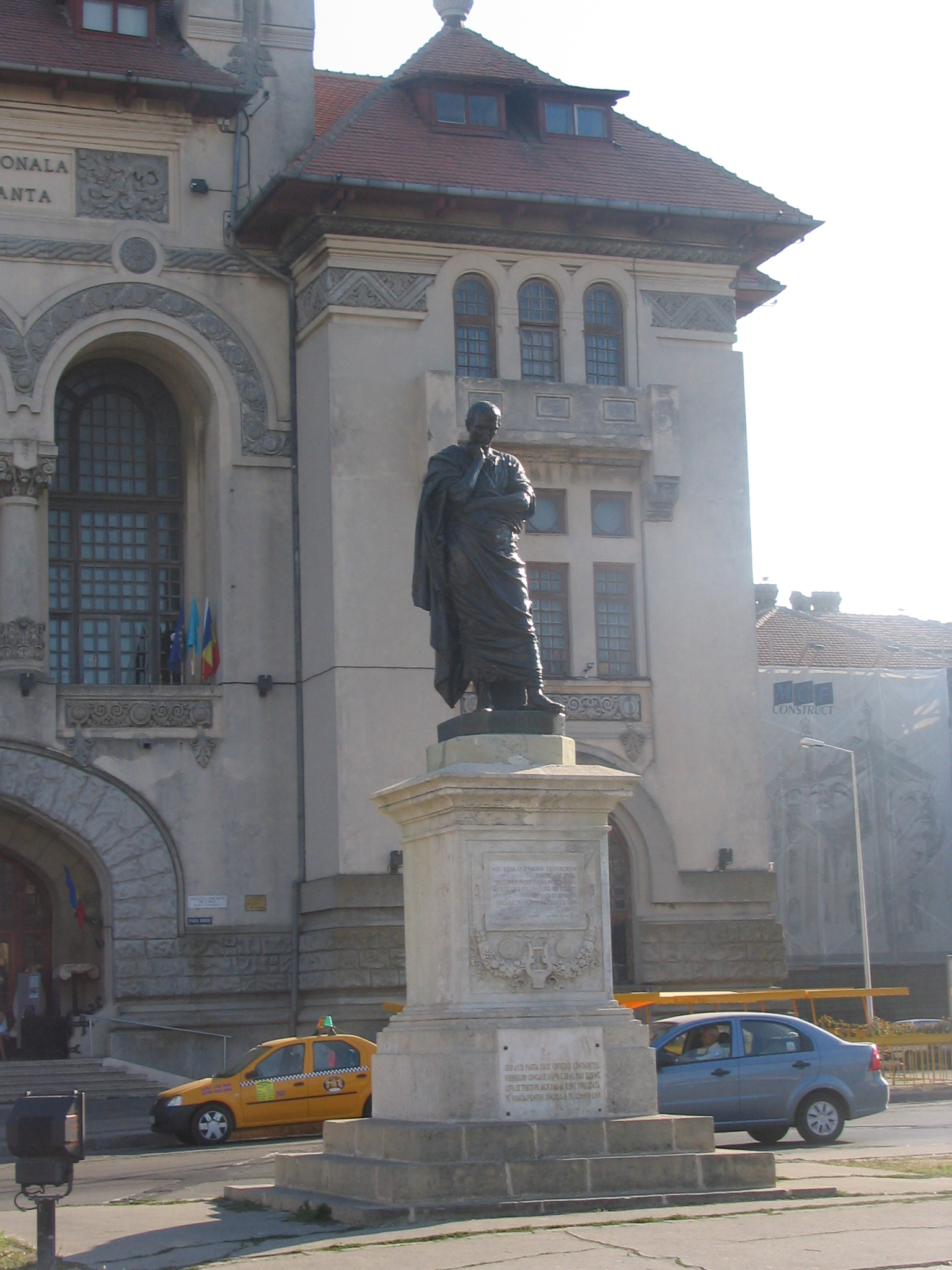
En staty över Ovidius i Constanța.

För den veke och firade skalden var det ett hårt slag att helt plötsligt förvisas till en plats med hårt klimat och obildad befolkning, (Mesien beboddes vid denna tid av en thrakisk stam, geter) som i regel inte kunde latin. Ovidius upprepade försök att bli benådad av Augustus och senare Tiberius mötte dock ingen framgång. Under de allra sista åren verkar Ovidius emellertid någorlunda ha försonat sig med sitt öde. Han dog år 17 eller 18 e.Kr. i Tomis, där han också fick sin grav. En staty av Ovidius restes i Constanţa, som platsen numera heter, 1886.

## Diktande
Ovidius diktande, som pågick under ungefär fyrtio år, kan delas in i tre perioder. Av hans bevarade arbeten är de tidigaste hans erotiska och didaktiska elegier (versmåttet är det så kallade elegiska eller distikon, som Ovidius använde i samtliga bevarade arbeten, förutom i de på hexameter avfattade Metamorphoseon libri och Halieutica).
Till de erotiska elegierna hör Amores (i tre böcker), och Heroides. Amores består av kärlekselegier med den fingerade personligheten Corinna som medelpunkt, medan Heroides är en samling av 21 fingerade brev på vers, varav 15 är skrivna av sagans "hjältinnor" till deras frånvarande eller otrogna män eller älskare (till exempel av Penelope till Ulixes) och tre stycken är brev med svar (äktheten av dessa sistnämnda så kallad dubbelbrev är omtvistad).
Till de didaktiska elegierna hör De medicamine faciei, om skönhetsmedel (ofullständigt bevarad), samt Ars amatoria, vilket består av tre böcker från år 2 e.Kr.. Det senare verket beskriver hur kärleksförbindelser knyts och underhålls, ett ämne som författaren på grundval av egna iakttagelser av verkligheten behandlar i elegant form och med psykologisk konstskicklighet. Kort efter detta verk utkom 
Remedia amoris, om botemedel mot kärleken, särskilt hur man skall bli kvitt en besvärlig förbindelse.
Till den andra perioden, omkring 2-8 e.Kr., hör följande arbeten: Fasti i sex böcker (av urspr. beräknade 12, en för varje månad), en poetisk kommentar till den romerska festkalendern Fasti, med astronomiska förklaringar, historisk-antikvariska notiser om religiösa fester och historiska minnesdagar med därvid förekommande bruk och sedvänjor samt om deras ursprung - ofta romantiska och idylliska bilder.
I sitt mest berömda verk, Metamorphoseon libri ("förvandlingarnas böcker"), har Ovidius i 15 böcker sammanflätat en mängd grekiska (samt några italisk-romerska) myter och sagor, där en förvandling (till exempel av människor till djur, växter, stenar och dylikt) äger rum, omfattande tiden alltifrån världens uppkomst ur kaos till Julius Caesars förvandling till en stjärnbild. Med förvånansvärd skicklighet att förbinda och gruppera även det i och för sig föga samhöriga, fulländad berättartalang, sällsynt förmåga till omväxling, åskådlighet och livfullhet förenar skalden fullkomligt herravälde över den språkliga formen med ledighet och behag i versens byggnad.
Elegier eller klagosånger i ordets egentligaste betydelse är de båda diktsamlingar som härrör från Ovidius senare levnadsår i Tomis. I de för allmänheten avsedda Tristia (i fem böcker) ger han vemodiga skildringar av landsflyktens bitterhet. Av liknande art är hans poetiska brev till enskilda personer, Epistulae ex Ponto (i fyra böcker). Även en smädedikt, Ibis, samt Halieutica, om fiskar och fiskfångst (ofullständigt bevarad), tillhör denna tid.
Bland förlorade arbeten kan nämnas den av antikens smakdomare högt värderade tragedin Medea från den första perioden av Ovidius författarskap samt en från hans senare levnadsår härrörande dikt till den kejserliga familjens ära. Förlusten av denna dikt, som var avfattad på det getiska språket, är särskilt från filologisk synpunkt att beklaga.
Ovidius representerar en generation som endast genom hörsägen, ej av egen erfarenhet, hade lärt känna den romerska republiken. Född samma år som Cicero dog, var han ännu bara ett barn då Vergilius och Horatius fick gå igenom livets hårda skola. Han är både sin tids och på samma gång världsstaden Roms fäderneskald. Hans diktning utgör en spegelbild av den förnäma romerska världen under Augustus, av Roms gator och salonger med deras lätta elegans och koketteri. Även gudavärlden med dess invånare, liksom sagans hjältar och hjältinnor, måste avstå från den upphöjda värdighet, som de annars gjorde anspråk på: gudar och hjältar uppträder även de hos Ovidius helst som moderna människor - unga, vackra och förälskade.
En utomordentlig smidighet och lättrörlighet såväl i tanken som i fråga om versens byggnad och språkets behandling kännetecknar Ovidius diktning. Så får nästan allting under hans penna en ny prägel. Ovidius var en av antikens mest omtyckta författare. Även under senare tid utövade han ett vittgående inflytande i konst och litteratur. Från Ovidius mer än från någon annan antik skald är renässansens klassiska mytologi lånad, inte minst inom den bildande konsten. Som skolböcker har vissa av hans arbeten varit flitigt använda ända sedan medeltiden. Och ännu i dag utgör särskilt Metamorfoserna med sina fantasirika och livfulla skildringar en angenäm och fängslande läsning.

### Bibliografi

Metamorphoses, 1643

## Utmärkelser
Nedslagskratern Ovid på planeten Merkurius och asteroiden 2800 Ovidius är uppkallade efter honom.